# Kvarndammen (Ljushults socken, Västergötland)
Kvarndammen är en sjö i Borås kommun i Västergötland och ingår i Viskans huvudavrinningsområde.